# 三菱鉛筆
三菱鉛筆株式會社（日语：三菱鉛筆株式会社），簡稱三菱鉛筆，是一家日本文具公司。雖以「三菱」為名，但與三菱集團無任何關係。

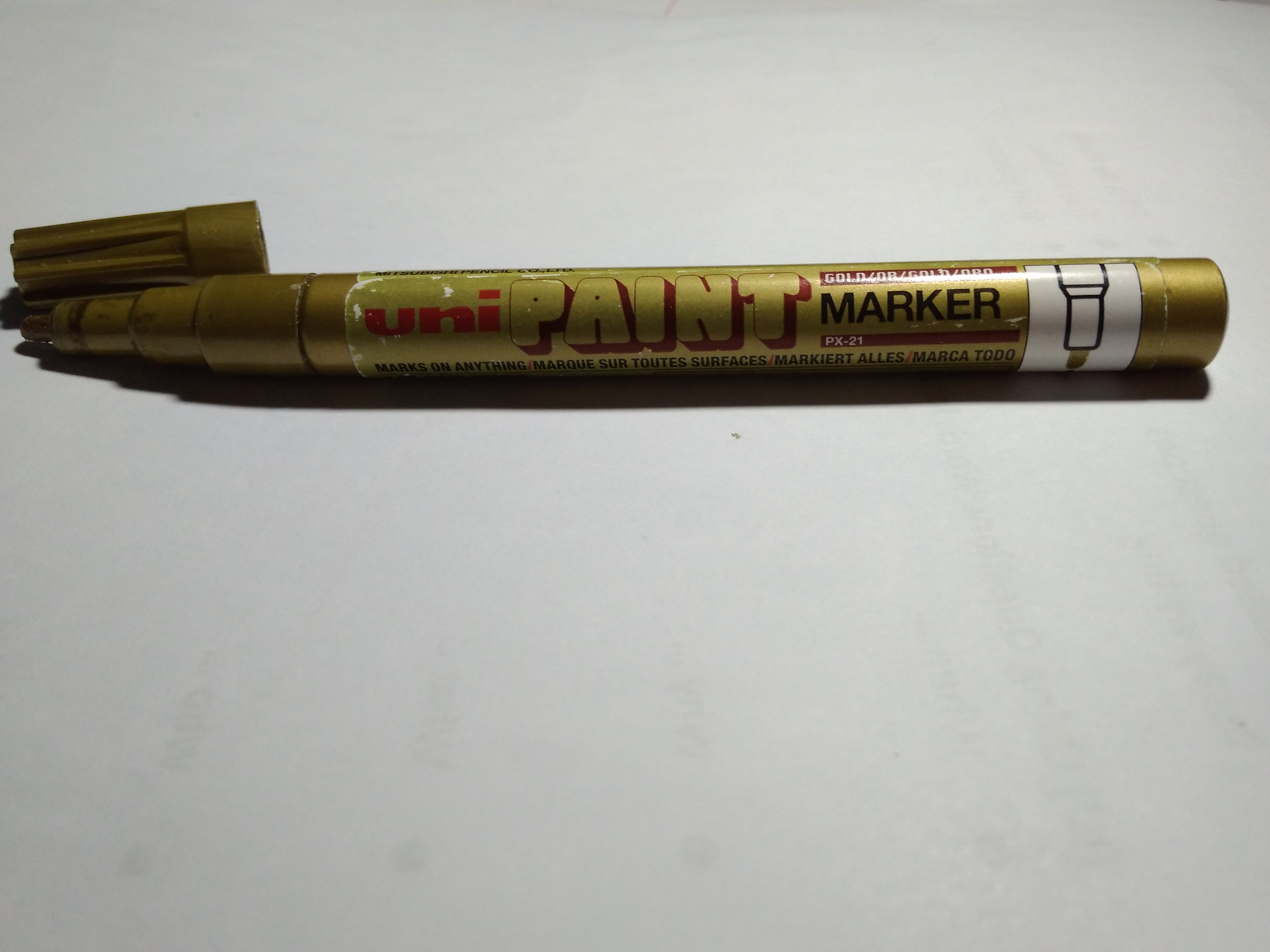
三菱金色麥克笔。

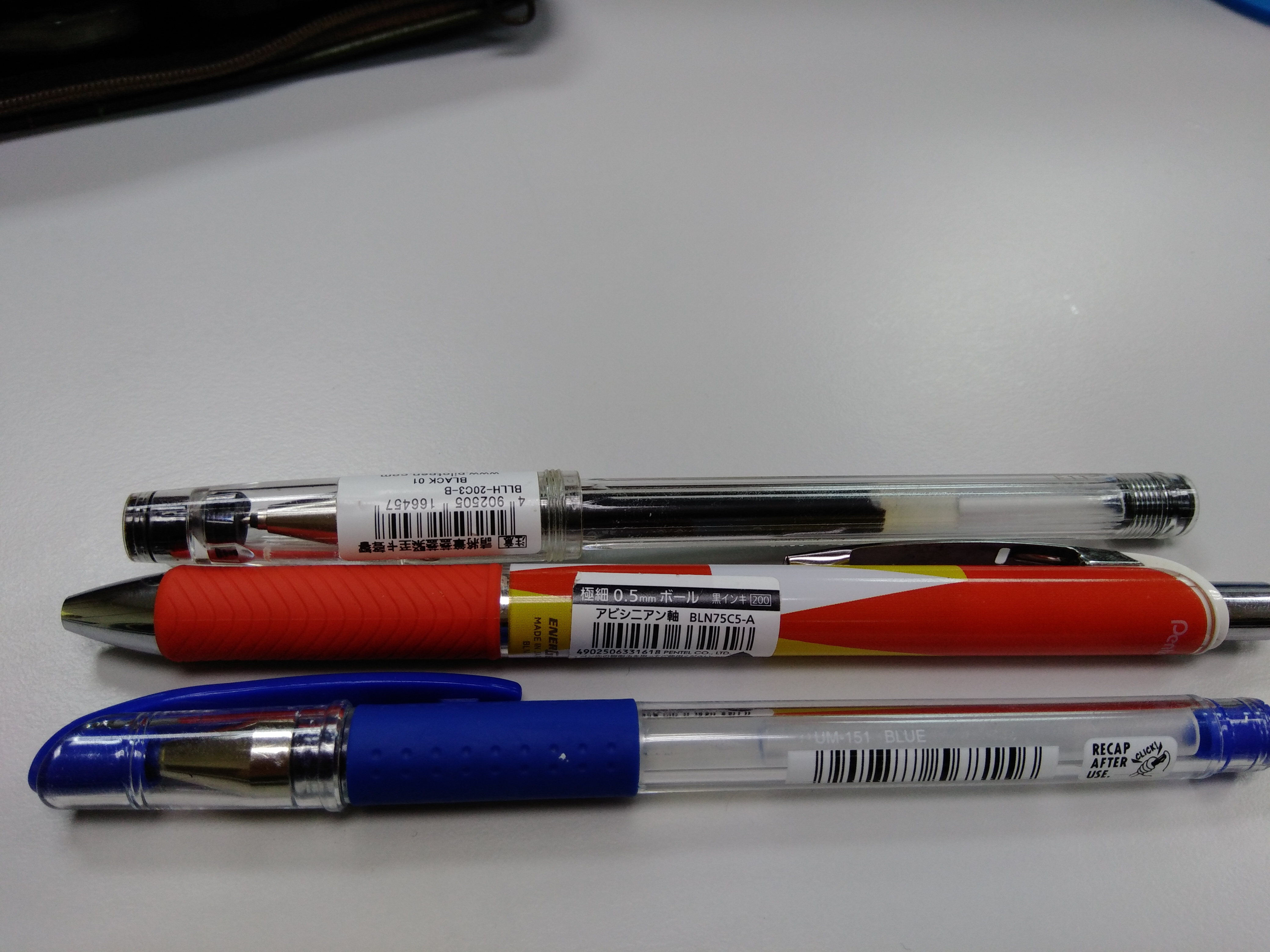
最前面的蓝色中性笔为umn151，最后面的为umn100，中间的是派通bln75的限定款与三菱铅笔没有关系

## 簡史
- 1887年：前身為東京都新宿區真崎鉛筆製造所。
- 1918年：在橫濱市神奈川町成立大和鉛筆。
- 1925年：真崎鉛筆製造所與大和鉛筆合併為真崎大和鉛筆。
- 1952年：真崎大和鉛筆正式改名為三菱鉛筆。

## 主要類別產品
- 鉛筆
- 自動鉛筆
- 橡皮擦
- 原子筆
- 中性筆
- 螢光筆
- 修正帶

## 特色產品

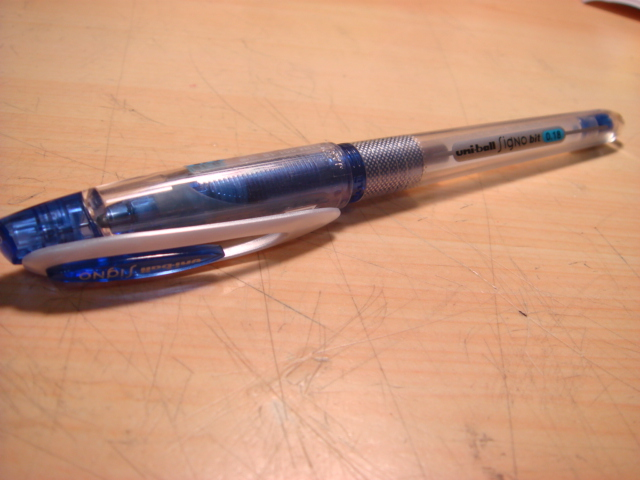
三菱UM-201中性筆。

- SIGNO（日语：シグノ）系列，1994年開始發售，筆芯的筆尖由不鏽鋼製成，滑珠由碳化鎢製成，筆桿由AS塑膠（英语：Styrene-acrylonitrile resin）製成。
  - UM-151：分為0.28mm、0.38mm與0.5mm的滑珠直徑，0.38mm與0.28mm滑珠曾經有段時間依序是市場上最細的中性筆。
  - UM-201：分為0.18mm、0.28mm與0.38mm的滑珠直徑，其中直徑0.18mm的滑珠為目前市場上最小的滑珠（最細的中性筆），對教科書的字行間等的狹窄的空間也能輕易地筆記。最近（7/06）由8種顏色追加至14種顏色。
  - UM-110、UM-153、UM-152-10：世界上能寫出最粗線條的中性筆。

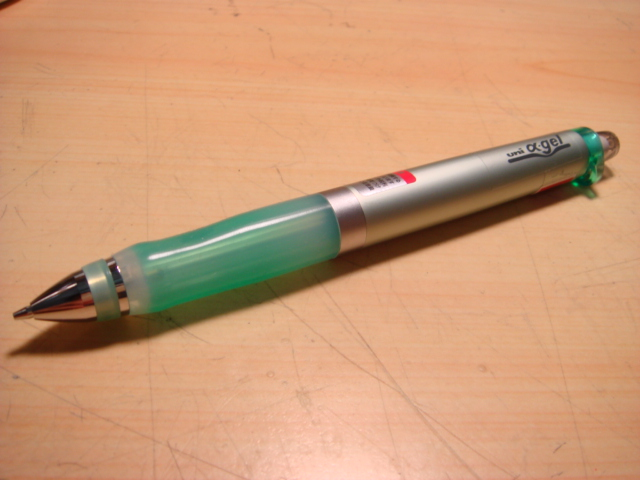
三菱α-gel自動圓珠筆。

- uni α-gel（日语：ユニ アルファゲル）：2003年開始發售，握桿套使用α-gel（日语：αGEL）吸震材料的自動鉛筆與油性原珠筆。

- SN-200PT-07、SN-200PT-10：市場上唯一能利用氣壓來擠壓墨水的按制式原子筆（其他原子筆是利用地心吸力來擠壓墨水），而且在-20℃的環境下（其他原子筆的墨水會因寒冷而凝固，不能書寫）及在無重狀態下的宇宙也能書寫，順滑度亦大有提升，顏色比其他原子筆更鮮明。

- SXN-150-07／SXN-150-10：市場上最低摩擦度（最高順滑度）的原子筆。

- 0.5-201：最高品質的筆芯。它的強度比其他公司的同類產品多達20%。

- M5-310：市場上唯一能把筆芯用至最後1mm的自動鉛筆。

- MSE-800CT：市場上唯一回形針能轉動360度的多功能筆。

- PUS-151ER：可拭擦的螢光筆。

- M5-280/SD-280 JUMPOP：一定要把尾部彈上才可書寫的自動鉛筆(0.5mm)和原子筆(黑)。

- 7700：硬質彩色鉛筆，廣為製作動畫的原畫師所使用。原本生產12種顏色，2015年停產橙色、黃綠色、水藍色及紅色以外的顏色[1]。但因原料採購困難，2021年6月底停產橙色、黃綠色、水藍色三色，只繼續生產紅色[2]。

## 與三菱集團的關係
「三菱」這個稱呼以及商標的三個菱形的由來，為1901年遞信省將三菱鉛筆的產品使用為「局內用鉛筆」的時期。1903年時，正式登記商標，比現在的三菱集團（當時為三菱財閥）還要早10年。其後因為與三菱集團公司沒有互相競爭的業務，雙方容許對方使用三菱商標。
三菱鉛筆與前三菱財閥以及相關系列的三菱日聯金融集團、三菱商事、三菱重工業等等三菱集團的資本、人員毫無關係。除了曾經擔任過眞崎大和鉛筆（三菱鉛筆的前身）的社長、近藤家族以及現在三菱鉛筆的持有者数原家族與三菱財閥的岩崎家族有間接的婚姻關係以外，其餘並未有其他合作關係。除此之外，三菱鉛筆創辦者真崎家族，與岩崎家族也未有婚姻關係。
由于两家公司商号甚至图形商标都完全一致，三菱铅笔在日本战败之后甚至差点遭到盟军占领当局禁用商号和商标， 当时的经营者努力澄清后方才幸免，但为了避免混淆，战后的三菱铅笔制品和广告上一度标有“非财阀”字样。

## 外部連結
- uni Mitsubishi Pencil Official Global Website （日語）
- 三菱鉛筆株式会社（日語）
  - uni／三菱鉛筆【公式】的X（前Twitter）
  - 三菱鉛筆的Instagram帳戶 
  - YouTube上的三菱鉛筆公式チャンネル頻道
- Uni 台灣三菱鉛筆 （页面存档备份，存于）
  - Uni 台灣三菱鉛筆的Facebook專頁